# Uwe Schrader (Politiker)
Uwe Schrader (* 7. August 1959 in Oschersleben) ist ein deutscher Politiker (FDP) und Lobbyist. Er war von 2002 bis 2006 und von 2008 bis 2011 Mitglied des Landtages von Sachsen-Anhalt. Schrader ist in mehreren Interessenverbänden für Gentechnik in der Landwirtschaft aktiv.

## Ausbildung und Beruf
Uwe Schrader studierte nach dem Abitur von 1980 bis 1985 in Jena Biologie. Nach einem Forschungsstudium (1985–88) wurde er 1989 promoviert. Seine Dissertation befasste sich mit Peptiden des Casomorphin-Typs. 1988–90 arbeitete er als Assistent an der Universität Jena.
1990–94 war er Mitarbeiter bzw. Amtsleiter im Landkreis Börde und von 1994 bis 1999 arbeitete er als Referent im Wirtschaftsministerium des Landes Sachsen-Anhalt. Von 1999 bis 2002 war er Geschäftsführer der Bioregion Halle-Leipzig GmbH. Nach seinem Ausscheiden aus dem Landtag war er von 2011 bis 2013 freiberuflich tätig. Um 2017 war Schrader Referatsleiter für Energiepolitik im Ministerium für Umwelt, Landwirtschaft und Energie des Landes Sachsen-Anhalt.

## Partei
Uwe Schrader war Gründungsmitglied der Jungliberalen Aktion (JuliA) in der DDR und trat 1990 der FDP bei. Er war von 1991 bis 2006 Kreisvorsitzender und seit 2007 stellvertretender Vorsitzender der FDP im Bördekreis. Von 1996 bis 2001 war er Mitglied im FDP-Landesvorstand und leitete den FDP-Landesfachausschuss Wirtschaft und Finanzen.

## Öffentliche Ämter
Uwe Schrader war von 2000 bis 2006 Mitglied im Kreistag des Bördekreises. Er wurde 2002 zum Abgeordneten in den Landtag von Sachsen-Anhalt gewählt. Er war dort in der 4. Legislaturperiode wirtschaftspolitischer Sprecher der FDP-Landtagsfraktion und Vorsitzender des Ausschusses für Ernährung, Landwirtschaft und Forsten. Er betreute als Abgeordneter den Bördekreis und Halberstadt.
Bei der Landtagswahl in Sachsen-Anhalt 2006 verfehlte Schrader knapp den Wiedereinzug über die Landesliste seiner Partei. Nach dem Rückzug von Karl-Heinz Paqué aus der Landespolitik zog Uwe Schrader als Nachrücker zum 1. April 2008 wieder in den Landtag ein. Nach der Landtagswahl in Sachsen-Anhalt 2011 schied er aus dem Landtag aus.

## Ehrenämter
Uwe Schrader ist
- Vorsitzender des SG Germania Wulferstedt e. V.
- Geschäftsführer des InnoPlanta e. V.
- Vorsitzender der Liberale Initiative Mittelstand Sachsen-Anhalt e. V.
- Vorstandsmitglied Forum Grüne Vernunft e. V.
- Vorsitzender der EnergieVernunft Mitteldeutschland e. V.

Dem Journalisten Richard Rickelmann zufolge ist Schrader ein „unermüdlicher Vorkämpfer für den großflächigen Einsatz transgener Pflanzen“, dem die Gentechnik-Branche viel zu verdanken habe.
Der Polit-Aktivist Jörg Bergstedt behauptete 2010 in seiner Broschüre Organisierte Unverantwortlichkeit, Schrader gehöre der „Gentechnikmafia“ und einer „Seilschaft zur Fördermittelveruntreuung“ an. Einen Antrag Schraders auf Erlass einer einstweiligen Verfügung, die Bergstedt diese Äußerungen untersagt, wies das Oberlandesgericht Saarbrücken zurück.
Als Vorsitzender des Vereins EnergieVernunft Mitteldeutschland setzt sich Schrader gegen den für 2038 geplanten Ausstieg Deutschlands aus der Kohlestromerzeugung und Braunkohleförderung ein.